# 11.ª etapa de la Vuelta a España 2020
La 11.ª etapa de la Vuelta a España 2020 tuvo lugar el 31 de octubre de 2020 entre Villaviciosa y el Alto de la Farrapona (Parque natural de Somiedo) sobre un recorrido de 170 km y fue ganada por el francés David Gaudu del equipo Groupama-FDJ. El esloveno Primož Roglič consiguió mantener el liderato.

## Clasificación de la etapa
| \| Clasificación de la etapa \| Clasificación de la etapa \| Clasificación de la etapa \| Clasificación de la etapa \| Clasificación de la etapa \| \| Ciclista \| Ciclista \| Equipo \| Tiempo \| \| \| ------------------------- \| ------------------------- \| ------------------------- \| ------------------------- \| ------------------------- \| \| 1.º \| David Gaudu \| Groupama-FDJ \| 4 h 54 min 13 s \| \| \| 2.º \| Marc Soler \| Movistar Team \| + 4 s \| \| \| 3.º \| Michael Storer \| Team Sunweb \| + 52 s \| \| \| 4.º \| Mark Donovan \| Team Sunweb \| + 52 s \| \| \| 5.º \| Guillaume Martin \| Cofidis \| + 55 s \| \| \| 6.º \| Aleksandr Vlásov \| Astana \| + 58 s \| \| \| 7.º \| Daniel Martin \| Israel Start-Up Nation \| + 1 min 03 s \| \| \| 8.º \| Enric Mas \| Movistar Team \| + 1 min 03 s \| \| \| 9.º \| Richard Carapaz \| Ineos Grenadiers \| + 1 min 03 s \| \| \| 10.º \| Primož Roglič \| Jumbo-Visma \| + 1 min 03 s \| \| |                  |                        |                 |
| |                  |                        |                 |
| Fuente: ProCyclingStats |                  |                        |                 |
| Clasificación de la etapa |                  |                        |                 |
| Ciclista | Ciclista         | Equipo                 | Tiempo          |
| 1.º | David Gaudu      | Groupama-FDJ           | 4 h 54 min 13 s |
| 2.º | Marc Soler       | Movistar Team          | + 4 s           |
| 3.º | Michael Storer   | Team Sunweb            | + 52 s          |
| 4.º | Mark Donovan     | Team Sunweb            | + 52 s          |
| 5.º | Guillaume Martin | Cofidis                | + 55 s          |
| 6.º | Aleksandr Vlásov | Astana                 | + 58 s          |
| 7.º | Daniel Martin    | Israel Start-Up Nation | + 1 min 03 s    |
| 8.º | Enric Mas        | Movistar Team          | + 1 min 03 s    |
| 9.º | Richard Carapaz  | Ineos Grenadiers       | + 1 min 03 s    |
| 10.º | Primož Roglič    | Jumbo-Visma            | + 1 min 03 s    |

## Clasificaciones al final de la etapa

### Clasificación general
| \| Clasificación general \| Clasificación general \| Clasificación general \| Clasificación general \| Clasificación general \| \| Ciclista \| Ciclista \| Equipo \| Tiempo \| \| \| --------------------- \| --------------------- \| ---------------------- \| --------------------- \| --------------------- \| \| 1.º \| Primož Roglič \| Jumbo-Visma \| 45 h 20 min 31 s \| \| \| 2.º \| Richard Carapaz \| Ineos Grenadiers \| + 0 s \| \| \| 3.º \| Daniel Martin \| Israel Start-Up Nation \| + 25 s \| \| \| 4.º \| Hugh Carthy \| EF Pro Cycling \| + 58 s \| \| \| 5.º \| Enric Mas \| Movistar Team \| + 1 min 54 s \| \| \| 6.º \| Marc Soler \| Movistar Team \| + 2 min 44 s \| \| \| 7.º \| Felix Großschartner \| Bora-Hansgrohe \| + 3 min 31 s \| \| \| 8.º \| Alejandro Valverde \| Movistar Team \| + 3 min 44 s \| \| \| 9.º \| Wout Poels \| Bahrain McLaren \| + 3 min 54 s \| \| \| 10.º \| Mikel Nieve \| Mitchelton-Scott \| + 4 min 43 s \| \| |                     |                        |                  |
| |                     |                        |                  |
| Fuente: ProCyclingStats |                     |                        |                  |
| Clasificación general |                     |                        |                  |
| Ciclista | Ciclista            | Equipo                 | Tiempo           |
| 1.º | Primož Roglič       | Jumbo-Visma            | 45 h 20 min 31 s |
| 2.º | Richard Carapaz     | Ineos Grenadiers       | + 0 s            |
| 3.º | Daniel Martin       | Israel Start-Up Nation | + 25 s           |
| 4.º | Hugh Carthy         | EF Pro Cycling         | + 58 s           |
| 5.º | Enric Mas           | Movistar Team          | + 1 min 54 s     |
| 6.º | Marc Soler          | Movistar Team          | + 2 min 44 s     |
| 7.º | Felix Großschartner | Bora-Hansgrohe         | + 3 min 31 s     |
| 8.º | Alejandro Valverde  | Movistar Team          | + 3 min 44 s     |
| 9.º | Wout Poels          | Bahrain McLaren        | + 3 min 54 s     |
| 10.º | Mikel Nieve         | Mitchelton-Scott       | + 4 min 43 s     |

### Clasificación por puntos
| Clasificación por puntos | Clasificación por puntos | Clasificación por puntos | Clasificación por puntos | Clasificación por puntos |
| Ciclista                 | Ciclista                 | Equipo                   | Puntos                   |                          |
| ------------------------ | ------------------------ | ------------------------ | ------------------------ | ------------------------ |
| 1.º                      | Primož Roglič            | Jumbo-Visma              | 135 pts                  |                          |
| 2.º                      | Daniel Martin            | Israel Start-Up Nation   | 91 pts                   |                          |
| 3.º                      | Richard Carapaz          | Ineos Grenadiers         | 90 pts                   |                          |
| 4.º                      | Guillaume Martin         | Cofidis                  | 70 pts                   |                          |
| 5.º                      | Felix Großschartner      | Bora-Hansgrohe           | 54 pts                   |                          |
| 6.º                      | Marc Soler               | Movistar Team            | 53 pts                   |                          |
| 7.º                      | Hugh Carthy              | EF Pro Cycling           | 50 pts                   |                          |
| 8.º                      | Enric Mas                | Movistar Team            | 50 pts                   |                          |
| 9.º                      | Michael Woods            | EF Pro Cycling           | 45 pts                   |                          |
| 10.º                     | Alejandro Valverde       | Movistar Team            | 42 pts                   |                          |

### Clasificación de la montaña
| Clasificación de la montaña | Clasificación de la montaña | Clasificación de la montaña | Clasificación de la montaña | Clasificación de la montaña |
| Ciclista                    | Ciclista                    | Equipo                      | Puntos                      |                             |
| --------------------------- | --------------------------- | --------------------------- | --------------------------- | --------------------------- |
| 1.º                         | Guillaume Martin            | Cofidis                     | 50 pts                      |                             |
| 2.º                         | Sepp Kuss                   | Jumbo-Visma                 | 24 pts                      |                             |
| 3.º                         | Richard Carapaz             | Ineos Grenadiers            | 24 pts                      |                             |
| 4.º                         | Tim Wellens                 | Lotto-Soudal                | 22 pts                      |                             |
| 5.º                         | Daniel Martin               | Israel Start-Up Nation      | 20 pts                      |                             |
| 6.º                         | Primož Roglič               | Jumbo-Visma                 | 17 pts                      |                             |
| 7.º                         | Michael Storer              | Team Sunweb                 | 17 pts                      |                             |
| 8.º                         | Michael Woods               | EF Pro Cycling              | 16 pts                      |                             |
| 9.º                         | Marc Soler                  | Movistar Team               | 16 pts                      |                             |
| 10.º                        | David Gaudu                 | Groupama-FDJ                | 14 pts                      |                             |

### Clasificación de los jóvenes
| Clasificación del mejor joven | Clasificación del mejor joven | Clasificación del mejor joven | Clasificación del mejor joven | Clasificación del mejor joven |
| Ciclista                      | Ciclista                      | Equipo                        | Tiempo                        |                               |
| ----------------------------- | ----------------------------- | ----------------------------- | ----------------------------- | ----------------------------- |
| 1.º                           | Enric Mas                     | Movistar Team                 | 45 h 22 min 25 s              |                               |
| 2.º                           | David Gaudu                   | Groupama-FDJ                  | + 3 min 08 s                  |                               |
| 3.º                           | Aleksandr Vlásov              | Astana                        | + 4 min 53 s                  |                               |
| 4.º                           | Georg Zimmermann              | CCC Team                      | + 22 min 43 s                 |                               |
| 5.º                           | Gino Mäder                    | NTT Pro Cycling               | + 23 min 34 s                 |                               |
| 6.º                           | Kobe Goossens                 | Lotto-Soudal                  | + 25 min 05 s                 |                               |
| 7.º                           | William Barta                 | CCC Team                      | + 35 min 35 s                 |                               |
| 8.º                           | Clément Champoussin           | AG2R La Mondiale              | + 52 min 44 s                 |                               |
| 9.º                           | Robert Power                  | Team Sunweb                   | + 59 min 39 s                 |                               |
| 10.º                          | Juan Pedro López              | Trek-Segafredo                | + 1 h 03 min 18 s             |                               |

### Clasificación por equipos
| Clasificación por equipos | Clasificación por equipos | Clasificación por equipos | Clasificación por equipos |
| Equipo                    | Equipo                    | Tiempo                    |                           |
| ------------------------- | ------------------------- | ------------------------- | ------------------------- |
| 1.º                       | Movistar Team             | 136 h 10 min 19 s         |                           |
| 2.º                       | Jumbo-Visma               | + 7 min 37 s              |                           |
| 3.º                       | Astana                    | + 25 min 03 s             |                           |
| 4.º                       | UAE Team Emirates         | + 30 min 52 s             |                           |
| 5.º                       | Mitchelton-Scott          | + 33 min 47 s             |                           |
| 6.º                       | Cofidis                   | + 57 min 18 s             |                           |
| 7.º                       | Ineos Grenadiers          | + 1 h 20 min 24 s         |                           |
| 8.º                       | Groupama-FDJ              | + 1 h 45 min 05 s         |                           |
| 9.º                       | EF Pro Cycling            | + 1 h 58 min 43 s         |                           |
| 10.º                      | CCC Team                  | + 2 h 00 min 51 s         |                           |

## Abandonos
- Stephen Williams no tomó la salida por precaución tras sufrir alguna molestia.[2]
- Quentin Jauregui no completó la etapa tras varios días con molestias.[3]
- Nicolas Dlamini no completó la etapa.[4]
- Héctor Sáez no completó la etapa con problemas físicos como consecuencia de una caída en la 9.ª etapa.[4]
- Matthieu Ladagnous no completó la etapa.[5]
- Jakub Mareczko no completó la etapa.[5]